# Ziglipton sanchezi
Ziglipton sanchezi är en skalbaggsart som först beskrevs av Schultze 1920.  Ziglipton sanchezi ingår i släktet Ziglipton och familjen långhorningar.
Artens utbredningsområde är Filippinerna. Inga underarter finns listade i Catalogue of Life.